# Filmes de 1952 da RKO Pictures

## A RKO em 1952

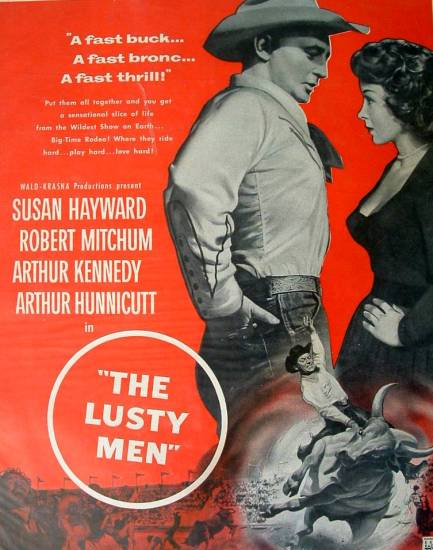
Poster de The Lusty Men, um filme sobre peões de rodeio e seu maior inimigo: o próprio ego. Dirigida por Nicholas Ray, esta foi a última coprodução da RKO com a dupla Jerry Wald-Norman Krasna.

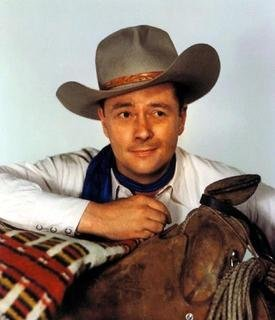
Foto promocional de Tim Holt, cerca de 1948. Depois de Desert Passage e outros 46 faroestes B para a RKO, o talentoso cowboy finalmente pendurava as esporas e o revólver, vencido por uma avalanche chamada televisão, que tornou inviável economicamente seu cândido gênero de divertimento.

Disputas judiciais marcaram o primeiro semestre deste que foi o ano mais tumultuado na conturbada história da RKO. No ano anterior, o roteirista Paul Jarrico caíra nas malhas do Macartismo e negara-se a informar se era ou havia sido membro do Partido Comunista. Howard Hughes, invocando uma cláusula do contrato, demitira-o imediatamente e retirou seu nome dos créditos de The Las Vegas Story, razão pela qual Jarrico processou a companhia. Hughes transformou esse caso, corriqueiro em Hollywood, em guerra não só contra Jarrico mas contra todos que ousassem desafiar sua autoridade. O sindicato da categoria, Screen Writers Guild, posicionou-se a favor do roteirista e, com isso, tornou-se o inimigo seguinte. Hughes exortou o sindicato a procurar comunistas em suas fileiras e prosseguiu sua guerra contra o "perigo vermelho" ao criar um "escritório de segurança" dentro do estúdio. A função do escritório era policiar todos os empregados, à cata de inclinações subversivas.
O embate entre Hughes e Jarrico só terminou dois anos mais tarde, com decisão favorável à RKO. Já a disputa judicial entre o estúdio e Jean Simmons, iniciada em junho, terminou em acordo algumas semanas depois. Logo em seguida, porém, o advogado da atriz entrou com seu próprio processo, acusando Hughes, a RKO e uma firma de publicidade de calúnia durante a ação penal de sua cliente.
Em setembro, diante de tantos problemas, Hughes e Ned Depinet, presidente da corporação, venderam suas ações para um grupo de Chicago. No entanto, apenas quinze dias depois da posse, três dos adquirentes foram acusados pelo Wall Street Journal de falcatruas pelo reembolso postal, esquemas de jogatina e associação com o mafioso Frank Costello. Eles foram afastados e os membros remanescentes tentaram reorganizar as atividades da empresa, mas desistiram em novembro. Ao mesmo tempo, acionistas minoritários moveram um processo em que pediam a nomeação de um curador provisório. Pelo fim do ano, a RKO estava totalmente esquecida: ninguém se apresentou para resgatar a companhia das mãos de seus donos caídos em desgraça e somente um filme, Split Second, havia sido iniciado nos cinco meses precendentes. Enquanto isso, os "whiz kids" Jerry Wald e Norman Krasna aproveitaram o momento e conseguiram rescindir seus contratos. Assim, eles desapareceram do estúdio para sempre.
A RKO lançou 32 filmes em 1952, menos da metade produções do estúdio. Os dados financeiros relativos a cada um deles desapareceram misteriosamente, mas pode-se afirmar com segurança que bem poucos deram algum lucro. Dois documentários, The Sea Around Us e Water Birds (este um curta-metragem dos Estúdios Disney), foram os únicos a ganhar prêmios Oscar. Surpreendentemente, entretanto, houve uma grande quantidade de indicações, como as quatro para Sudden Fear e as seis para Hans Christian Andersen.
O prejuízo líquido declarado pela corporação foi de $10,178,033.

## Prêmios Oscar
Vigésima quinta cerimônia, com os filmes exibidos em Los Angeles no ano de 1952.
| Filme                   | Indicações | Premiações                                      |
| ----------------------- | --- | ----------------------------------------------- |
| The Big Sky             | Melhor Ator Coadjuvante (Arthur Hunnicutt) Melhor Fotografia (Preto e Branco)                                                                               | ---                                             |
| Hans Christian Andersen | Melhor Fotografia (Em Cores) Melhor Direção de Arte (Em Cores) Melhor Figurino (Em Cores) Melhor Trilha Sonora Melhor Canção Original Melhor Mixagem de Som | ---                                             |
| The Narrow Margin       | Melhor História Original | ---                                             |
| Rashomon                | Melhor Direção de Arte (Preto e Branco) | ---                                             |
| The Sea Around Us       | Melhor Documentário | Melhor Documentário                             |
| Sudden Fear             | Melhor Atriz (Joan Crawford) Melhor Ator Coadjuvante (Jack Palance) Melhor Fotografia (Preto e Branco) Melhor Figurino (Preto e Branco                      | ---                                             |
| Water Birds             | Melhor Curta-Metragem em Live-Action: 2 Bobinas | Melhor Curta-Metragem em Live-Action: 2 Bobinas |

## Os filmes do ano
| Título original                            | Título PT/BR               | Título PT/PT                    | Astros                           | Diretor                            |
| ------------------------------------------ | -------------------------- | ------------------------------- | -------------------------------- | ---------------------------------- |
| At Sword's Point                           | Os Filhos dos Mosqueteiros | Os Filhos dos Três Mosqueteiros | Cornel Wilde, Maureen O'Hara     | Lewis Allen                        |
| Beware, My Lovely                          | Escravo de Si Mesmo        |                                 | Ida Lupino, Robert Ryan          | Harry Horner                       |
| The Big Sky                                | O Rio da Aventura          | Céu Aberto                      | Kirk Douglas, Dewey Martin       | Howard Hawks                       |
| Blackbeard, the Pirate                     | Barba Negra, O Pirata      | Barba Negra, O Pirata           | Robert Newton, Linda Darnell     | Raoul Walsh                        |
| Captive Women                              |                            |                                 | Robert Clarke, Margaret Field    | Stuart Gilmore                     |
| Clash by Night                             | Só a Mulher Peca           | Desengano                       | Barbara Stanwick, Paul Douglas   | Fritz Lang                         |
| Desert Passage                             | Diligência Marcada         |                                 | Tim Holt, Joan Dixon             | Lesley Selander                    |
| Face to Face                               | Caminhos da Aventura       | Cara a Cara                     | James Mason, Gene Lockhart       | John Brahm, Bretaigne Windust      |
| Faithful City                              |                            |                                 | Jamie Smith, Ben Josef           | Joseph Lejtes                      |
| A Girl in Every Port                       | Um Maluco entre Brotos     | Uma Rapariga em Cada Porto      | Groucho Marx, Marie Wilson       | Chester Erskine                    |
| The Half-Breed                             | O Mestiço                  | O Mestiço                       | Robert Young, Janis Carter       | Stuart Gilmore                     |
| Hans Christian Andersen                    | Hans Christian Andersen    | Christian Andersen              | Danny Kaye, Farley Granger       | Charles Vidor                      |
| The Las Vegas Story                        | O Caminho do Pecado        | A Fronteira do Pecado           | Jane Russell, Victor Mature      | Robert Stevenson                   |
| The Lusty Men                              | Paixão de Bravo            | Idílio Selvagem                 | Susan Hayward, Robert Mitchum    | Nicholas Ray                       |
| Macao                                      | Macao                      | Macau                           | Robert Mitchum, Jane Russell     | Josef von Sternberg                |
| Montana Belle                              | Bela e Bandida             | Flor Bravia                     | Jane Russell, George Brent       | Allan Dwan                         |
| The Narrow Margin                          | Rumo ao Inferno            | Forças Secretas                 | Charles McGraw, Marie Windsor    | Richard Fleischer                  |
| On Dangerous Ground                        | Cinzas Que Queimam         | Cega Paixão                     | Ida Lupino, Robert Ryan          | Nicholas Ray                       |
| One Minute to Zero                         | Muralhas de Sangue         | Missão na Coreia                | Robert Mitchum, Ann Blyth        | Tay Garnett                        |
| The Pace That Thrills                      |                            |                                 | Bill Williams, Carla Balenda     | Leon Barsha                        |
| Rancho Notorious                           | O Diabo Feito Mulher       | O Rancho das Paixões            | Marlene Dietrich, Arthur Kennedy | Fritz Lang                         |
| Rashomon                                   | Rashomon                   | Às Portas do Inferno            | Toshiro Mifune, Machiko Kyo      | Akira Kurosawa                     |
| Road Agent                                 | O Agente da Morte          |                                 | Tim Holt, Noreen Nash            | Lesley Selander                    |
| The Story of Robin Hood and His Merrie Men | Robin Hood, O Justiceiro   | Robin dos Bosques, O Justiceiro | Richard Todd, Joan Rice          | Ken Annakin                        |
| Sudden Fear                                | Precipícios d'Alma         | Medo Súbito                     | Joan Crawford, Jack Palance      | David Miller                       |
| Target                                     | Violência de Bandido       |                                 | Tim Holt, Linda Douglas          | Stuart Gilmore                     |
| Tarzan's Savage Fury                       | Tarzan e a Fúria Selvagem  | Tarzan, Fúria Selvagem          | Lex Barker, Dorothy Hart         | Cy Endfield                        |
| Tembo                                      |                            |                                 | Documentário                     | Howard Hill                        |
| Trail Guide                                | Guia Rural                 |                                 | Tim Holt, Linda Douglas          | Lesley Selander                    |
| Under the Red Sea                          |                            |                                 | Documentário                     | Hans Hass                          |
| Whispering Smith Vs. Scotland Yard         |                            |                                 | Richard Carlson, Greta Gynt      | Francis Searle                     |
| The Wild Heart                             | Coração Indômito           |                                 | Jennifer Jones, David Farrar     | Michael Powell, Emeric Pressburger |